# Магдалена Карлсдоттер
Магдалена Карлсдоттер (швед. Magdalena Karlsdotter; 1445 ― август 1495) ― принцесса Швеции. Старшая дочь Карла VIII и Катарины Карлсдоттер. Жена Ивара Аксельссона (Тотта).

## Биография
Её отец стал королем Швеции в 1448 году. Она вышла замуж за Ивара Аксельссона (Тотта) в Нючепинге 21 сентября 1466 года. Их брак был бездетным. Её супруг был дядей Ингеборги Тотт, супруги регента Стена Стуре Старшего.
Её супругом стал бывший королевский советник в Дании, который проживал в Швеции с 1464 года и после своего брака с Магдаленой был назначен королевским советником в Швеции. В 1468 году он был более или менее неформальным соправителем и своего тестя, а после его смерти смерти считался его преемником на посту временного регента и председателя королевского совета до избрания нового монарха или регента, и он был назван «самым могущественным человеком в Скандинавии». Однако после смерти своего тестя в 1470 году он не получил достаточную поддержку, чтобы стать новым регентом. В 1472 году её мужу в качестве лена дали Стегеборг. Ивар Аксельссон, однако, предал шведского короля, признав в 1476 году, что ему был обещан Готланд в качестве лена от короля Дании, и в 1481 году произошёл открытый конфликт между Иваром и регентом Швеции. Принцесса Магдалена по приказу Эрика Оксенстиерна была похищена и заключена под стражу. Магдалена стала вдовой в 1487 году. 
Она была попечительницей Аббатства серых братьев на острове Риддархольмен в Стокгольме, куда сделала множество пожертвований. Была похоронена в нём же, на месте её захоронения выбита надпись Propentissima Benefactrix Ordinis Nostri.